# Хохряков, Николай Николаевич
Николай Николаевич Хохряков (1857, Вятка, Вятская губерния, Российская империя — 1928, там же, СССР) — российский художник-пейзажист.

## Биография
Родился 4 ноября 1857 года в Вятке (ныне Киров) в небогатой мещанской семье. С 1880 по 1882 год бесплатно обучался мастерству рисунка и офорта у Шишкина в Санкт-Петербурге — ходатайствовал за него Аполлинарий Васнецов, с которым Хохряков познакомился, когда тот вместе с братом приезжал в Вятку и, отметив талант Хохрякова, решил помочь ему стать профессиональным художником и показал рисунки юноши Шишкину. Под влиянием обучения у Шишкина стал широко применять в работе над своими полотнами фотографию. В 1882 году был вынужден вернуться в родной город из-за финансовых трудностей, в этот же период серьёзно занявшись живописью.
Спустя два года, в 1884 году, его картина «Выселки» была представлена на выставке Товарищества передвижных художественных выставок; в 1886 году там же был представлен его пейзаж «Пасмурный день». Несколько своих картин ему удалось удачно продать («Пасмурный день», например, был приобретён Третьяковым), что позволило поправить финансовое положение и совершить в 1893 году поездку за границу. В деятельности Товарищества Хохряков участвовал до 1918 года, представив свои работы (более десяти) на пяти выставках; с 1910-х годов начал, помимо пейзажей, писать также виды интерьеров. С 1918 по 1928 год был директором картинной галереи Вятского художественно-исторического музея (став также одним из его основателей) и новых полотен в советский период почти не создавал, хотя и продолжал участвовать в выставках на Вятке и Москве.

## Труды
Ныне работы Хохрякова выставлены в Государственной Третьяковской галерее («Пасмурный день» и «Вятка») и Раменском историко-художественном музее.

## Память

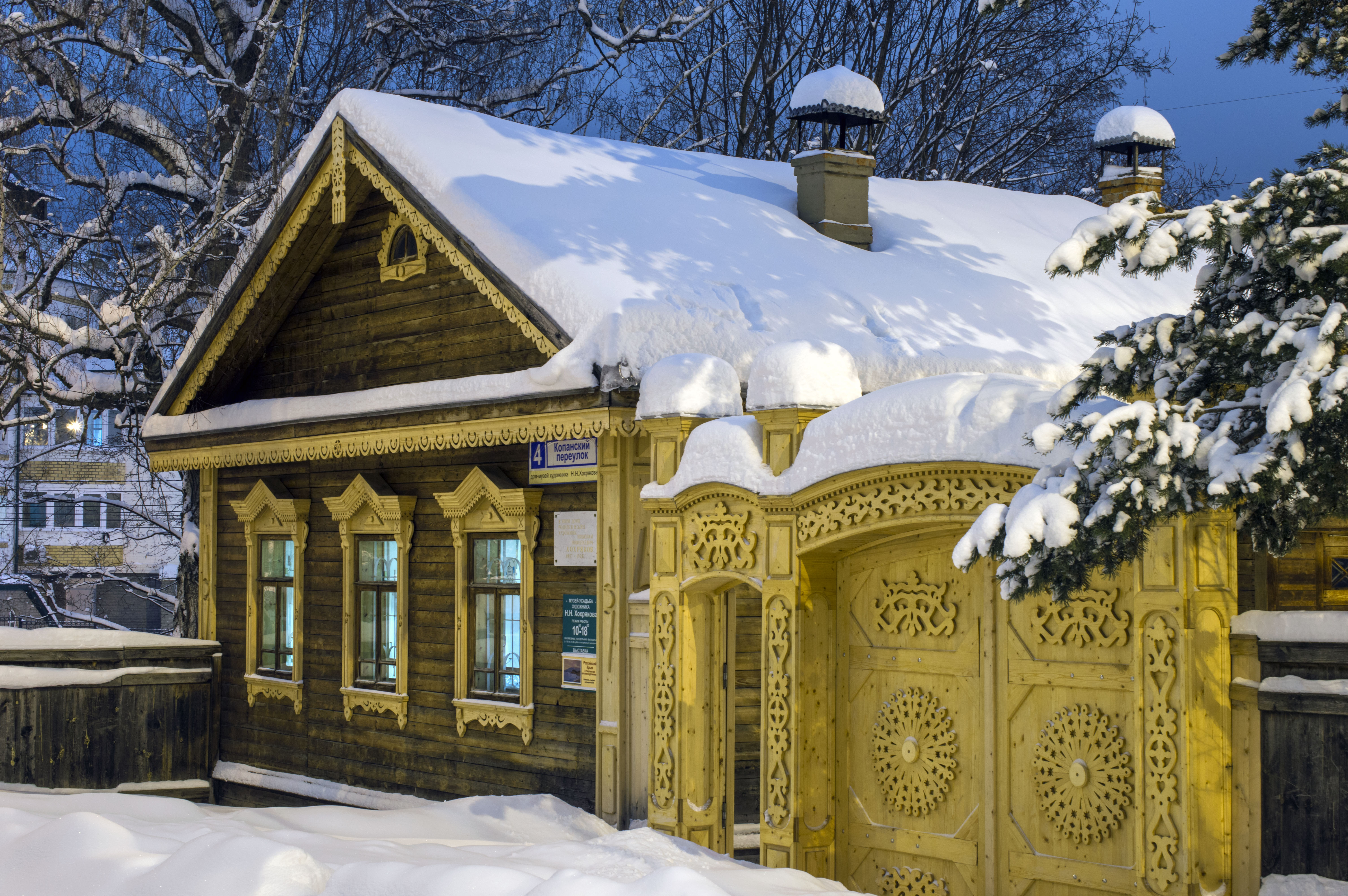
Дом-музей в Кирове

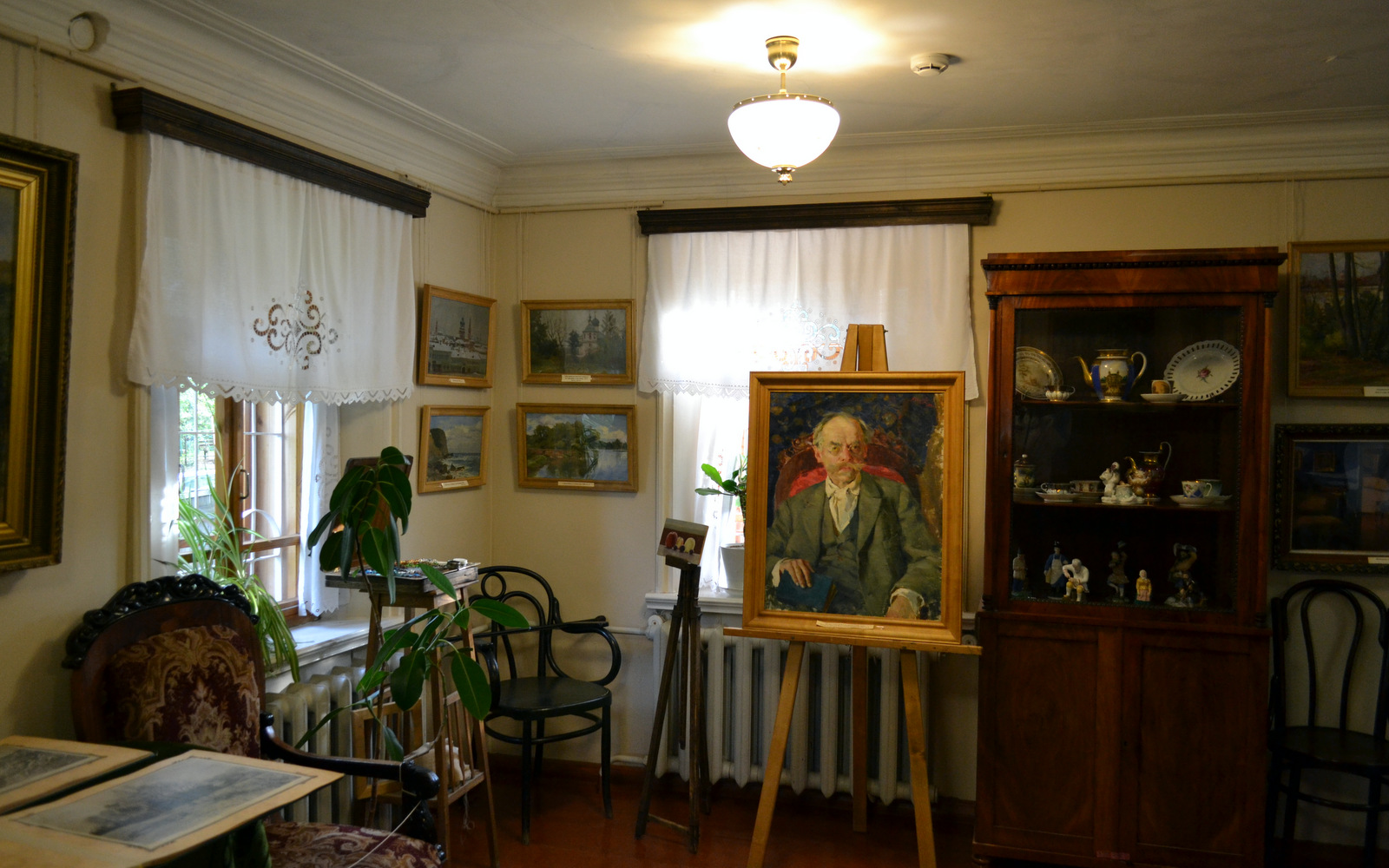
Интерьер дома-музея

В 1998 году открыт дом-музей Н. Н. Хохрякова по адресу г. Киров, Копанский переулок, 4.
В январе 2008 года в Кирове в рамках заседания городского клуба «Вятские книголюбы» им. Е. Д. Петряева была представлена книга «Жизнеописание на рассвете века» (Киров, 2007) о жизни и творчестве Хохрякова.